# Панкреас
Панкреасът (на гръцки: Πανκρεας; pan: всичко, kréas: месо), известен още под името задстомашна жлеза е голяма храносмилателна жлеза, разположена напречно върху задната стена на коремната кухина. Има продълговата форма, наподобяваща грозд с дължина около 14 – 18 см. Тежи около 80 – 90 грама и се състои от няколко отдела – глава, тяло и опашка. Главата се намира вдясно, в извивката на дванадесетопръстното черво и е насочена надолу, докато останалите части са разположени по-нависоко хоризонтално и завършват на нивото на далака (слезката).
Задстомашната жлеза се състои от два типа тъкани, изпълняващи коренно различни функции.
Собствената тъкан на панкреаса се състои от малки лобчета – ацини (на латински: acini), които имат изходящи каналчета. Тези каналчета се сливат в по-големи, които от своя страна образуват големия Вирсунгов канал. Ацините се състоят от клетки, които произвеждат смилателен сок, съдържащ натриев бикарбонат и ензимите:
- амилаза, малтаза, захараза, лактаза, под чието въздействие полизахаридите и дизахаридите се разграждат до монозахариди.
- трипсиноген, химотрипсиноген, карбоксипептидаза, еластаза, рибонуклеаза, дезоксирибонуклеаза и фосфолипаза. Трипсиногенът се превръща в трипсин под въздействието на чревната ентерокиназа. Всички тези ензими осигуряват разграждането на белтъците до крайните им съставки – аминокиселини.
- липаза и естераза, разграждащи мастите до глицерол и мастни киселини.

До отделянето си от панкреаса в дванадесетопръстника ензимите са неактивни, в противен случай би настъпило самосмилане на жлезата.
Натриевият бикарбонат спомага за алкализирането на съдържанието в дванадесетопръстника. Панкреасът съдържа също ендокринни клетки, които секретират хормони, контролиращи нивото на кръвната захар. Главният канал на панкреаса се отваря в дванадесетопръстното черво. Между ацините на панкреаса са разположени групи клетки, които нямат изходящи каналчета – т. нар. Лангерхансови острови. Островните клетки произвеждат хормоните: инсулин, глюкагон и соматостатин. И трите хормона при отделянето си през капилярните стени навлизат в кръвта.
За едно денонощие панкреасът отлъчва около 1,5 – 2 литра панкреатичен сок.

## Функции
Функциите на задстомашната жлеза са храносмилателна (външна секреция) и ендокринна (вътрешна секреция). Външна е секрецията на храносмилателни ензими (кухината на стомашночревния тракт се интерпретира като „външна“ за организма, тъй като има комуникация с външната среда и не е стерилна). Вътрешна (ендокринна) е секрецията на хормони. Глюкагонът и инсулинът вземат участие във въглехидратната обмяна – глюкагонът повишава кръвната захар, а инсулинът я намалява.
Външната секреция се регулира по нервен и хуморален път. Дразненето на блуждаещия нерв усилва секрецията на панкреаса. Проникването на солна киселина в дванадесетопръстното черво предизвиква отделяне на панкреатичен сок. Под нейно влияние в лигавицата на дванадесетопръстника се образува ферментът секретин, който по кръвен път стимулира секрецията на панкреаса. Задстомашната жлеза секретира още два фермента:
- липокаин – възпрепятства мастната филтрация в черния дроб.
- креин (падутин) – има вазодилатативен ефект.